# Richard Ashcroft
Richard Paul Ashcroft, född 11 september 1971 i Billinge Higher End, Wigan, är en brittisk musiker, låtskrivare och sångare. Ashcroft är mest känd som sångare i det brittiska före detta rockbandet The Verve. Han har efter det att The Verve splittrats släppt skivor som soloartist.

## Diskografi
Studioalbum (solo)
- 2000 – Alone with Everybody
- 2002 – Human Conditions
- 2006 – Keys to the World
- 2016 – These People
- 2018 – Natural Rebel

EP
- 2006 – Live from London
- 2018 – Rare Vibration/Guided Halls

Singlar (topp 20 på UK Singles Chart)
- 2000 – "A Song for the Lovers" (#3)
- 2000 – "Money to Burn" (#17)
- 2002 – "Check the Meaning" (#11)
- 2003 – "Science of Silence" (#14)
- 2006 – "Break the Night with Colour" (#3)
- 2006 – "Music Is Power" (#20)